# بالچند

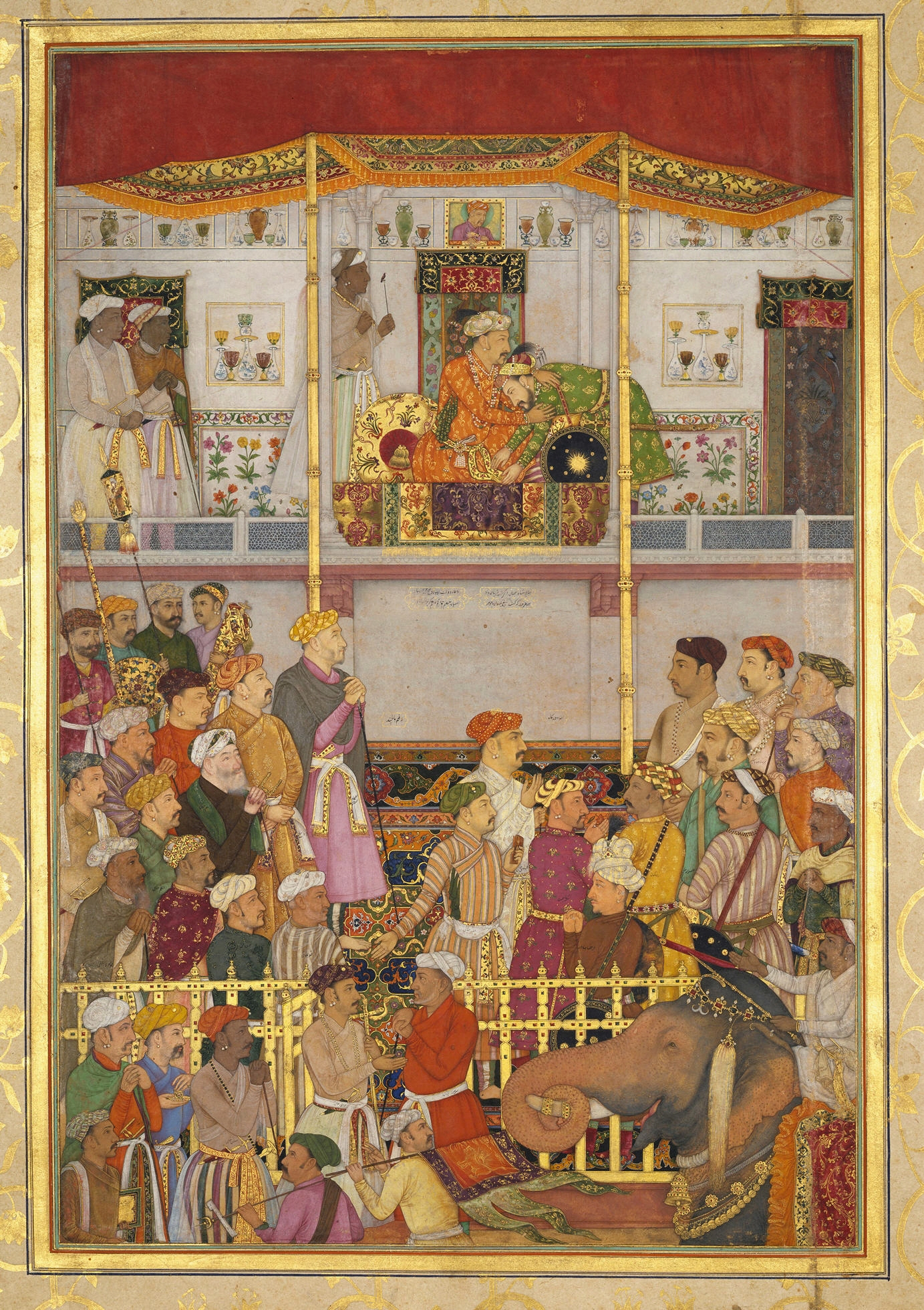
مینیاتوری از بالچند که جهانگیرشاه و اطرافیانش را نشان می‌دهد.

بالچَند نقاش مینیاتوریست هندوستانی در عصر گورکانیان هند بود. بالچند فعالیت هنری طولانی خود را در کارگاه شاهنشاهی با نورپردازی‌های فیگورال در حداقل سه صفحه بهارستان در سال ۱۵۹۵ آغاز کرد. پی‌رنگ‌های نازک و تکراری کم‌رنگش در دو تصویر روشن در اکبرنامه، از سال ۱۵۹۶–۷، نیز نشان کارآموزی و جوانی او در آن دوره را یدک می‌کشد. از میان معدود آثاری که از دو دهه آینده‌اش شناخته شده‌است، می‌توان یک تصویر منسوب به او را دید که در شاهنامه کشیده شده که بین سال‌های ۱۶۰۹ و ۱۶۱۸، در زمان جهانگیرشاه، تصویرسازی شده. یک پرتره از مرگ عنایت خان و حداقل سه چهره شاهزادگان خاندان تیمور، از آثار دیگر منسوب به او، در این دوران هستند.
مجموعه‌ای از پرتره‌های خانواده شاهنشاهی و اشراف برجسته، در حدود ۱۶۳۰ میلادی، ظهور بالچند را به عنوان یک هنرمند بزرگ نشان می‌دهد. در پرتره‌ای که از راجا سارنگ رائو (حدود ۱۶۱۵) کشیده، به جزییاتی همچون لباس زیر سوژه دقت شده. تصویری از جانسپار بیگ (ح. ۱۶۳۰) توجه به جزئیات صورت و بافت دست‌ها و تکنیک دقیق او در شفافیت، قابل توجه است. بالچند تصویری از اکبرشاه و جهانگیرشاه را با ویژگی‌های رسمی‌تر و خشک‌تری ترسیم کرده؛ در پرتره‌اش از دو امپراتور حتی به رگ‌های دست اکبر و برق جواهرات یا جزئیات لباس‌هایشان، با دقت پرداخته شده‌است.

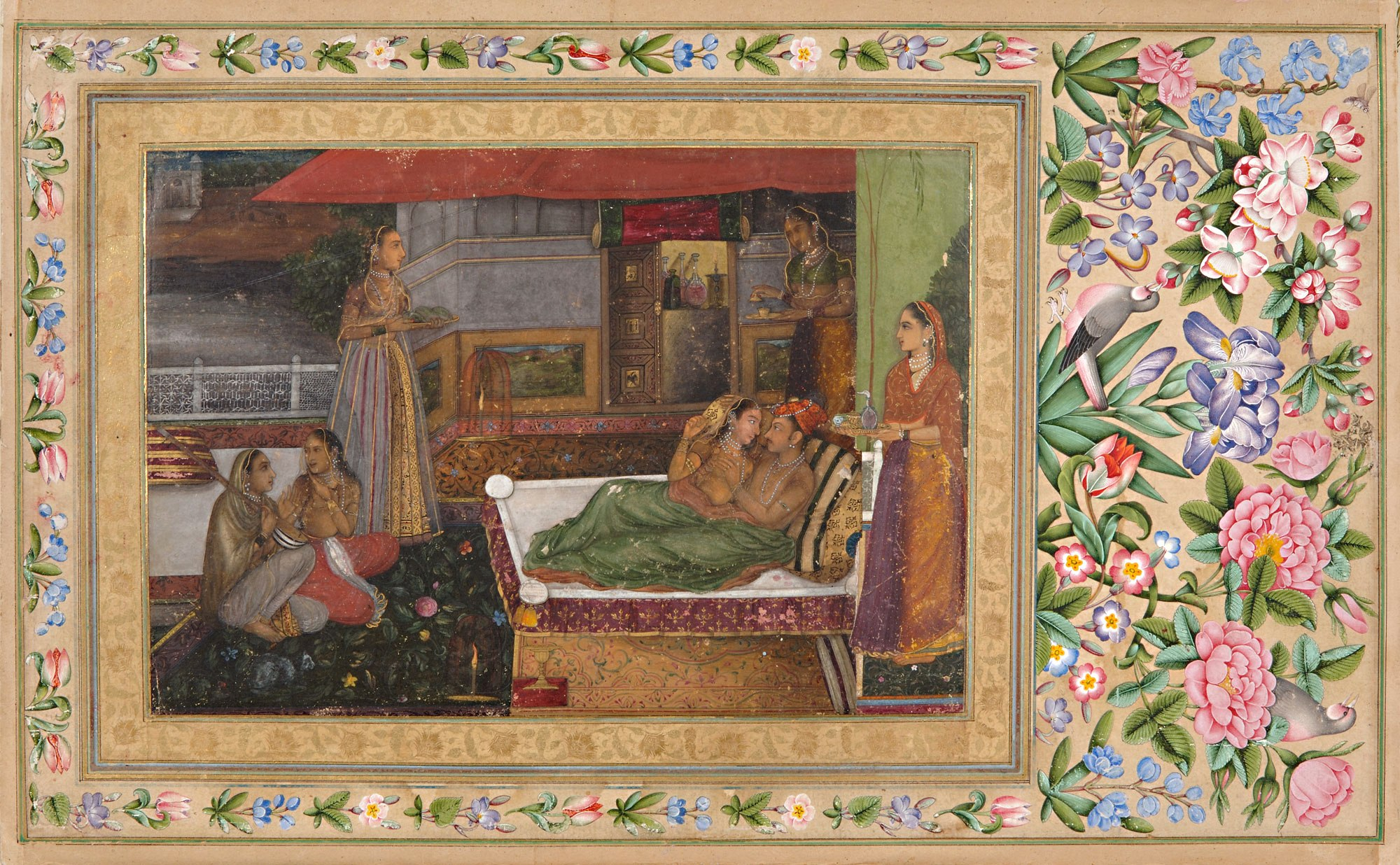
نقاشی شاه شجاع و معشوقه‌اش در بستر، اثر بالچند.

بالچند در مینیاتور دیگری شاهزاده شاه شجاع گورکانی را به تصویر کشیده که یک لحظه صمیمی را با معشوق خود می‌گذراند. نگاه‌های چشمان پهن و صمیمی عاشقان و میزان جذبه‌ای که در صحنه‌های عاشقانه دیگر هنرمندان نادر است، در اینجا دیده می‌شود. پس زمینه‌ای مه آلود، طیف وسیعی از رنگ‌های ملایم، نگاه‌های بی‌توجهانه به خدمتکاران زن و تضاد رنگی بین تخت و بالش‌های راه راه در کنار هم، زیبایی صحنه را افزایش می‌دهد.
بالچند چند نقاشی از چهره خود در دو سه صحنه از پادشاه‌نامه کشیده. در کار قدیم‌تر، این هنرمند میانسال و با سبیل ظاهر می‌شود، در حالی که جامای خود را به روش هندوها، زیر بازوی چپ بسته‌است. در دومی، او خود را به عنوان یک متقاضی پیر و ریشو با لباسی به شیوه مسلمان رسم نموده، که نشان می‌دهد که او به اسلام گرویده‌است. تفاوت تصویرهای او با کتیبه‌ای تأیید می‌شود که می‌گوید: 'تصویری از بالچند، برده دربار. کار بالچند، بنده پیر '. این سلف پرتره‌ها شواهد دیگری را بر این دیدگاه تأیید می‌کنند که پادشاه‌نامه طی چندین سال ترسیم و کتابت شده‌است.